# Diocèse de Hereford
Le diocèse de Hereford (en anglais : diocese of Hereford) est un diocèse anglican de la Province de Cantorbéry. Il s'étend sur le Herefordshire, le sud du Shropshire ainsi que sur quelques villages du Worcestershire en Angleterre et couvre une partie du Powys et du Monmouthshire au Pays de Galles. Son siège est la cathédrale de Hereford.
C'est l'un des plus anciens diocèses d'Angleterre : il a été créé en 676.

## Archidiaconés
Le diocèse se divise en deux archidiaconés :
- L'archidiaconé de Hereford
- L'archidiaconé de Ludlow